# Апростема Пелетьє
Апросте́ма Пелетьє́ (Aprosthema peletieri) — комаха ряду перетинчастокрилих. Один з понад 40 видів голарктичного роду; один з 13 видів роду у фауні України. Видову назву надано на честь французького ентомолога XIX сторіччя Амадея ле Пелетьє.

## Поширення
Виявлено в Черкаській області (біля села Малої Смілянки Смілянського району). Ареал охоплює також Північну Америку, Центральну Європу, Кавказ.

## Місця перебування
Ділянки степового різнотрав'я з домішкою бобових.
В Україні рідкісний малодосліджений вид. У 1949 році знайдено 3 особини (самець і 2 самки) на Черкащині.

## Особливості біології
Імаго з'являються в червні. Личинки живляться на еспарцеті.

## Охорона
Апростему Пелетьє було занесено до 2-го видання Червоної книги України (1994), проте не було включено до 3-го видання (2009). Деякими ентомологами критикувалося внесення комахи до Червоної книги через малу дослідженність виду.